# Province Saudove Arabije
Province Saudove Arabije, znane tudi kot regije, in uradno Emirati provinc Kraljevine Saudove Arabije (arabsko إمارات مناطق المملكة العربية السعودية, latinizirano: Imārātu Manāṭiq al-Mamlakat il-'Arabiyyat il-Sa'udiyyah) , je 13 upravnih enot prve stopnje Kraljevine Saudove Arabije.

## Zgodovina
Po združitvi Saudove Arabije je bilo kraljestvo razdeljeno na sedem provinc: provinca 'Asir, provinca Al Hasa', provinca Hedžas, provinca Nadžd, provinca Rub al-Hali in provinca Šamar.
Kralj Fahd bin Abdulaziz Al Saud je 2. marca 1992 izdal kraljevo odredbo A/92, ki je predvidevala razdelitev kraljestva na 13 emiratov. Kasneje je bilo pet prejšnjih provinc razdeljenih na trinajst geografskih regij, imenovanih province (manātiq) in upravnih regij, imenovanih emirati provinc (imārāt al-manātiq). Emirati tvorijo prvostopenjsko upravno enoto Organizacije Kraljevine Saudove Arabije in so nadalje razdeljeni na 136 guvernatov (muḥāfaẓāt), ki so drugostopenjska enota, [3] ki so nadalje razdeljeni na 1347 enot na občinski ravni (marakiz) in nadalje razdeljen na vasi (qura) in soseske (ahya).

## Vlada
Vsak emirat vodi emir (guverner province), ki mu pomaga namestnik emirja, imenovan nā'ib. Osebe na teh položajih imenuje kralj +. Emir dobi čin ministra, namestnik emirja pa čin ekselenca.

## Seznam provinc
| Zgodovinska regija | Provinca     | Glavno mesto | Guvernat | Marakiz | Št. prebivalcev (2017 Census) | Površina ocena (km2) |
| ------------------ | ------------ | ------------ | -------- | ------- | ----------------------------- | -------------------- |
| Hedžas             | Meka         | Meka         | 16       | 111     | 8.557.766                     | 153.128              |
| Nadžd              | Riad         | Riad         | 21       | 453     | 8.216.284                     | 404.240              |
| Vzhodna Arabija    | Vzhodna      | Damam        | 11       | 107     | 4.900.325                     | 672.522              |
| Južna Arabija      | 'Asir        | Abha         | 16       | 101     | 2.211.875                     | 76.693               |
| Južna Arabija      | Džizan       | Džizan       | 16       | 31      | 1.567.547                     | 11.671               |
| HeDžas             | Medina       | Medina       | 8        | 90      | 1.423.935                     | 151.990              |
| Nadžd              | Al-Kasim     | Buraida      | 12       | 153     | 1.423.935                     | 58.046               |
| Hedžas             | Tabuk        | Tabuk        | 6        | 73      | 910.030                       | 146.072              |
| Nadžd              | Ha'il        | Ha'il        | 8        | 84      | 699.774                       | 103.887              |
| Južna Arabija      | Najran       | Najran       | 7        | 59      | 582.243                       | 149.511              |
| Badia              | Al-Džavf     | Sakaka       | 3        | 33      | 508.475                       | 100.212              |
| Hedžas             | Al-Baha      | Al Baha      | 9        | 35      | 476.172                       | 9921                 |
| Badia              | Severne meje | Arar         | 3        | 17      | 365.231                       | 111.797              |
| Skupaj             | Skupaj       | Skupaj       | 136      | 1347    | 31.843.592                    | 2.149.690            |